# Konformatör

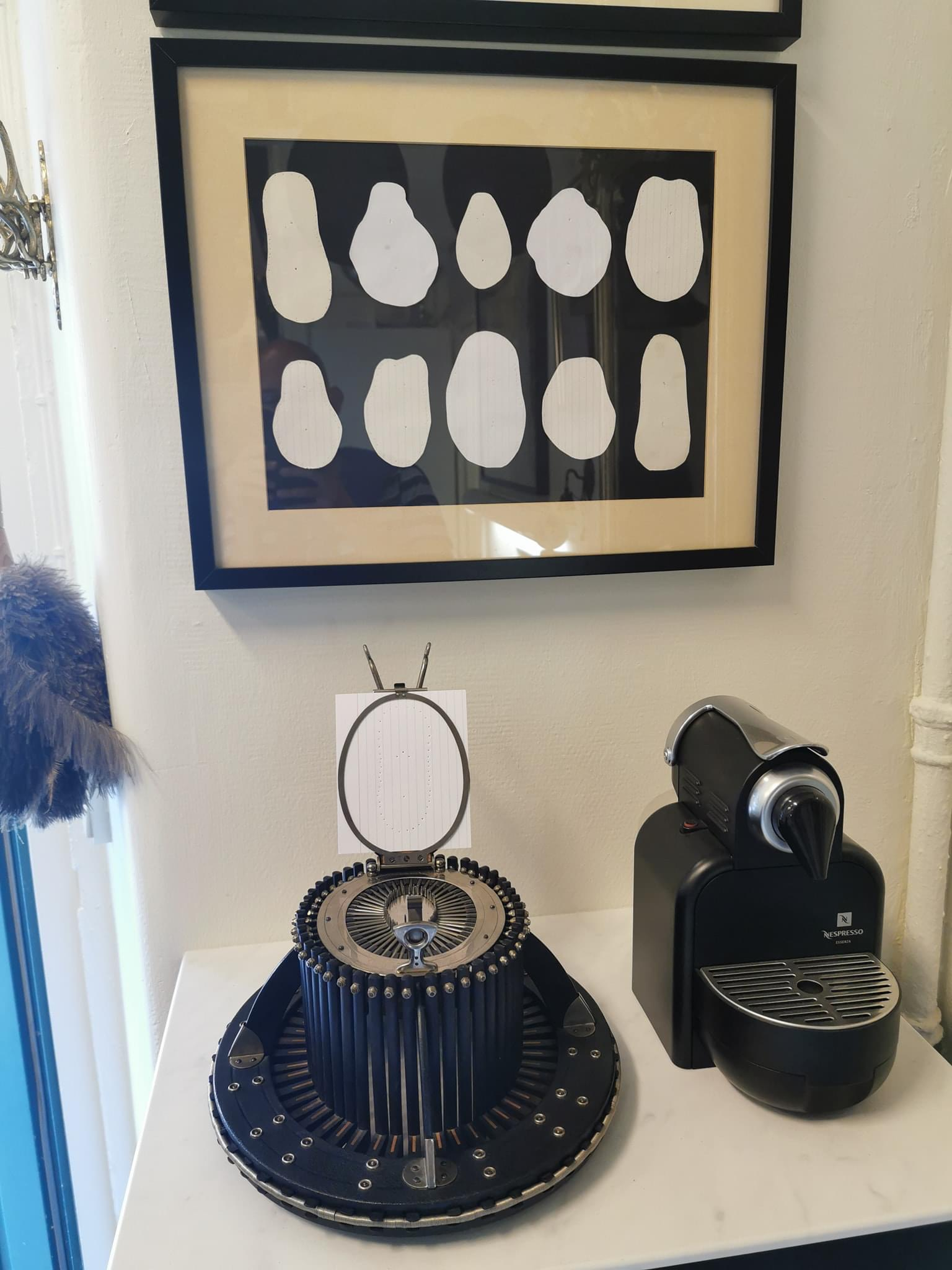
En konformatör nere till vänster.

Konformatör är ett äldre komplext mätinstrument som mäter huvudets form och storlek och som används av hattmakare och modister. Den liknar en större cylinderhatt och avbildar huvudets form i mindre skala på ett papper som kläms fast i en hållare ovanpå konformatören.
Huvudets form avbildas med hjälp av en mängd länkarmar runt om konformatörens sidor. Hattmakaren sätter konformatören på kundens huvud varvid länkarmarna trycks ut och sätter spår i papperet ovanpå konformatören. Avbildningen blir förminskad till cirka hälften av verklig storlek, men hattmakaren förstorar sedan mallen till full skala och kan använda den direkt vid tillskärningen av hattens material.
En konformatör är nödvändig vid tillverkning av styva hattar, till exempel cylinderhattar och doktorshattar, som inte anpassar sig efter huvudets form utan måste ha rätt form från början. Idag är det ovanligt att man använder konformatörer.